# کره شهبازی
کره شهبازی، روستایی از توابع بخش مرکزی شهرستان چرام در استان کهگیلویه و بویراحمد ایران است.

## جمعیت
این روستا در دهستان چرام قرار دارد و براساس سرشماری مرکز آمار ایران در سال ۱۳۸۵، جمعیت آن ۲٬۱۸۶ نفر (۴۰۶خانوار) بوده‌است.